# Яковлев, Пётр Иванович (губернатор)
Пётр Иванович Яковлев (ок. 1766—1828) — орловский губернатор в 1800—1816 годах, тайный советник (1814).

## Биография
Происхождение П. И. Яковлева не известно. Возможно, своим возвышением он обязан женитьбе на дочери сенатора П. И. Новосильцева (1743—1805).
В 1800 году — действительный статский советник. С 22 ноября 1800 года по 1816/1817 год — орловский губернатор.
Во время Отечественной войны 1812 года организовывал выполнение поставок провианта и фуража для русских войск. Обратился к жителям губернии, объявив сбор пожертвований «на вспомоществование к продовольствию войск». В результате этой акции только в городе Орле собрали 16817 рублей. Составлял развёрстку по сословиям, в его ведении находились все дела, связанные с военными нуждами. В ноябре 1812 г. по предписанию Кутузова в Орле и Болхове были устроены военные госпитали (в Орле на 1500 человек). Яковлев лично осматривал городские здания по поводу приспособления их под госпитальные помещения. Раненых разместили в самых больших помещениях в казармах, офицерском корпусе, вице-губернаторском доме, мужской гимназии и 21 частном доме. Сохранившиеся распоряжения Яковлева военной поры характеризуют его как вникающего во все мелочи руководителя, он требовал присылать уточнения по сводкам об организации поставок для армии, сведения о проведении рекрутских наборов, о происшествиях.
Губернатор Яковлев за годы своей службы дважды удостаивался «императорского благоволения», в 1808 году был награждён орденом Св. Анны 1-й степени.
Характеристика Яковлева дана в «Записках» Д. Н. Свербеева: «Он был человек чрезвычайно умный и дельный, дворянского происхождения, без всякого состояния. О нём шла очень худая молва, как о великом взяточнике; каким путём вышел он в люди, объяснить я не могу…»
За многочисленные злоупотребления Яковлев был удален от должности и предан суду: «за многие упущения и по показаниям о деланных ему подарках от должности отозвать, а насчет поступков его Сенату сделать заключение». Последние годы жил в своем имении при сельце Горки Ливенского уезда Орловской губернии.

## Личная жизнь
Был женат на Екатерине Петровне Новосильцевой, дочери сенатора Петра Ивановича Новосильцева. Их сын — Пётр Петрович.